# Saint-Laurent (Cher)
Saint-Laurent település Franciaországban, Cher megyében. Lakosainak száma 511 fő (2022. január 1.). Saint-Laurent Allogny, Allouis, Vierzon, Vignoux-sur-Barangeon, Vouzeron és Orçay községekkel határos.

## Népesség
A település népessége az elmúlt években az alábbi módon változott:
| Lakosok száma | 231  | 253  | 354  | 388  | 464  | 494  | 502  | 508  | 510  | 511  |
|               | 1968 | 1982 | 1990 | 2006 | 2013 | 2015 | 2017 | 2019 | 2020 | 2022 |